# Rimas Entertainment
Rimas Entertainment è un'etichetta discografica indipendente con sede principale a San Juan (Porto Rico), e uffici in diverse città chiave del panorama musicale latino come Miami, Caracas, Medellín, Città del Messico e in Spagna. Fondata con l'obiettivo di promuovere e distribuire musica urbana e latina, l'etichetta si è affermata come una delle realtà più influenti nel settore.

## Storia
Rimas è stata fondata nel 2014 da Noah Assad. Nel 2021, Rimas ha firmato un accordo di distribuzione con The Orchard per creare una nuova etichetta discografica chiamata Sonar.

## Artisti e produttori affiliati
- Bad Bunny
- RaiNao
- Andy Rivera
- Mulato Boy
- Vico C
- D-Linkuente
- Eladio Carrión
- Arcángel
- Tempo
- Amenazzy
- Corina Smith
- Jowell & Randy
- Big Soto
- Mora
- Sech
- Lyanno
- Omar Courtz
- Nabru Records
- Cris MJ
- Marconi Impara
- Rafa Pabón
- Joyce Santana
- Nino Neil
- Subelo Neo
- Urba & Rome
- Neutro Shorty
- Drago200
- Khea
- Cazzu
- Ñengo Flow
- Jesús Adrián Romero
- Juan Luis Guerra
- Cultura Profética
- Miky Woodz
- El Gran Combo de Puerto Rico
- Alvarado
- Callejo
- Latin Mafia
- Tony Dize
- Raul Clyde
- El Jordan 23
- Quevedo